# Something Corporate
Pour les articles homonymes, voir Something et Corporate (homonymie).
Something Corporate est un groupe de rock américain, originaire du Comté d'Orange, en Californie. Il a pour leader Andrew McMahon. Alors qu'ils catégorisaient leur propre musique comme appartenant à la mouvance piano rock, l'industrie du disque les a classé dans les sous-genres du pop punk. Ils sont actuellement sous contrat avec Drive-Thru Records et Geffen Records.

## Biographie

### Débuts (1998–2003)
En septembre 1998, le chanteur et pianiste Andrew McMahon, le bassiste Kevin « Clutch » Page ainsi que le batteur Brian Ireland, membres fondateurs du groupe Left Here, fusionne avec les guitaristes Josh Partington et Reuben Hernandez pour donner naissance à Something Corporate. Le nom du groupe est une référence ironique au manque d'intérêt qu'ils éprouvent pour le marketing musical. Le groupe réalise indépendamment un premier album démo intitulé Ready... Break en septembre 2000. Le 27 mars 2001, Something Corporate annonce un changement de taille dans la composition du groupe, en effet, Hernandez quitte le groupe pour être remplacé définitivement par William Tell.
Le quintette signe peu de temps après chez Drive-Thru Records qui réalisera leur premier album officiel, l'EP Audioboxer le 2 octobre 2001, qui fera l'objet d'un live au magasin Tower Records ainsi qu'une apparition dans le programme télévisé The Late Show le 25 février 2002. Les critiques applaudissent l'EP (contenant notamment le morceau If U C Jordan dans le clip duquel on peut apercevoir Chris Owen l'acteur d'American Pie) et une clause dans leur contrat avec Drive-Thru Records conduit le groupe à une signature chez MCA qui fusionnera avec plus tard pour devenir Geffen Records. Le 21 mai 2002 est marqué par la sortie de leur premier album complet Leaving through the Window avec des morceaux tels que I Woke Up in a Car, et Punk Rock Princess. L'album atteint la première place du Billboard Heatseekers chart ainsi que du Billboard Alternative New Artist chart et la 101e place du Billboard 200 Albums Chart alors que Punk Rock Princess atteint la 33e place du UK Singles Chart. Pour combler l'écart entre la parution de Leaving through the Window et de leur prochain album, Something Corporate réalise une vidéo d'une demi-heure intitulée A Year in the Life en novembre 2002 ainsi qu'une compilation de morceaux rares, Songs for Silent Movies, paru au Japon en mai 2003.
Le 21 octobre 2003, l'album North parait et s'écoulera à 339 000 exemplaires. La promotion de l'album est marqué par une apparition au Jimmy Kimmel Live! sur ABC où le groupe interprétera If U C Jordan et Space, le seul titre de l'album qui paraitra en single. Le 4 février 2004, William Tell annonce son départ du groupe pour se consacrer à sa carrière solo. C'est Bobby « Raw » Anderson, membre du groupe River City High qui le remplacera en tant que guitariste pour la tournée du groupe. Le 20 mai 2004, le Something Corporate enregistre un live au Ventura Theater qui paraitra sur le DVD éponyme, Live at the Ventura Theater.

### Pause (2004–2009)
Épuisé d'avoir passé près d'une année entière sur la route pour leur tournée, le groupe décide de faire une pause durant l'été 2004 en assurant son public que c'est provisoire. Durant cette rupture, Josh Partington forme le groupe Firescape et enregistre un EP de cinq titres Rearden's Conscience en 2005. Andrew McMahon de son côté réalise un album, intitulé Everything in Transit, sous le nom de Jack's Mannequin en août 2005, album qui sera basé sur des mélodies écrites au piano par ce dernier avec notamment la participation de Tommy Lee, le batteur de Mötley Crüe sur sept des onze titres que comporte l'album. En décembre 2005, ils annoncnet un troisième album.
Le dernier jour d'enregistrement, Andrew McMahon se rend chez un docteur se plaignant de maux de gorge lui ayant causé une perte de voix durant la promotion de l'album. Selon McMahon, il avait remarqué des changements dans son état de santé mais à l'époque, il ne pensait pas qu'il puisse s'agir d'autre chose que de symptômes d'épuisement causés par les nuits de travail sur l'album. Les différents examens médicaux diagnostiquent une leucémie lymphoblastique aiguë. Peu de temps après, il reçoit une transplantation de cellule souche de sa sœur ainée Katie. La greffe est un succès et il s'engage dès lors pour la lutte contre le cancer. Il reprit les concerts petit à petit avec notamment une apparition en guest-stars dans Les Frères Scott avant de travailler sur une éventuelle tournée en 2006 avec le groupe Of a Revolution ainsi qu'une tournée pour la guérison. Durant leurs concerts, Jack's Mannequin reprennent fréquemment d'anciens morceaux de Something Corporate tels que 21 and Invincible, Punk Rock Princess, et la plupart du temps The Astronaut.
Le 14 octobre 2006, le groupe se reforme pour un concert exceptionnel en tant qu'invité spécial au Bamboozle Left festival à Pomona en Californie au cours duquel ils interprétèrent trois morceaux : Konstantine, I Woke Up In a Car ainsi que Hurricane.

### Retour (2009–2010)
Le 3 décembre 2009, AbsolutePunk annonce le retour du groupe au Bamboozle Left Festival d'Anaheim, en Californie, le 28 mars 2010. Le 22 février au House of Blues de Chicago, Andrew McMahon annonce la venue de Something Corporate au Bamboozle Chicago le 15 mai. Le 29 mars 2010, AbsolutePunk rapporte la venue de Something Corporate au Bamboozle Right à East Rutherford, dans le New Jersey, le 1er mai.
En février 2010, Andrew McMahon annonce que Something Corporate prévoit la sortie d'un best-of au printemps 2010. Le groupe revient en studio pour réenregistrer de vieilles chansons qui devaient apparaître sur l'album annulé Galaxy Sessions : Letters to Noelle et Wait. Adam Young d'Owl City produit un nouveau remix de la chanson, I Woke Up in a Car. Le best-of, intitulé Played in Space: The Best of Something Corporate, est publié le 27 avril 2010. Le 15 mai 2010, Something Corporate annonce leur tournée Reunion Tour en août 2010. Ils se séparent la même année.

## Membres

### Derniers membres
- Andrew McMahon - chant, piano (1998–2006, 2010)
- Josh Partington - guitare (1998–2006, 2010)
- Kevin Page - basse (1998–2006, 2010)
- Brian Ireland - batterie (1998–2006, 2010)
- Bobby « Raw » Anderson - guitare rythmique, chœurs (2006–2008, 2010)

### Anciens membres
- Reuben Hernandez - guitare (1998–2001)
- William Tell - guitare, chant (2001–2004)

## Discographie

### Albums studio
- 2000 : Ready... Break
- 2002 : Leaving through the Window
- 2003 : North

### EP
- 2001 : Audioboxer
- 2003 : Songs for Silent Movies (paru au Japon uniquement)
- 2004 : Fillmore Theatre: November 5th, 2003

### DVD
- 2002 : A Year in the Life
- 2004 : Live at the Ventura Theater

### Autres chansons
- 2001 : The Galaxy Sessions
- 2001 : Konstantine – paru sur Welcome to the Family (2001)
- 2002 : Forget December – paru sur KROQ's Kevin and Bean present: Fo' Shizzle St. Nizzle
- 2003 : This Broken Heart, Unravel (reprise de Björk) et Watch the Sky – paru sur une version de North
- 2005 : Just Like a Woman (reprise de Bob Dylan) – paru sur Listen to Bob Dylan: A Tribute